# دانيلو (لاعب كرة قدم)
دانيلو (7 أبريل 1999 في البرازيل - ) هو لاعب كرة قدم برازيلي في مركز الهجوم. لعب مع شباب أياكس.

## وصلات خارجية
- دانيلو (لاعب كرة قدم) على موقع الاتحاد الأوربي (الإنجليزية)
- دانيلو (لاعب كرة قدم) على موقع قاعدة بيانات كرة القدم.إي يو (الإنجليزية)
- دانيلو (لاعب كرة قدم) على موقع ليكيب (الفرنسية)
- دانيلو (لاعب كرة قدم) على موقع Soccerway.com (الإنجليزية)
- دانيلو (لاعب كرة قدم) على موقع عالم كرة القدم.نت (الإنجليزية)